# Ременюк Олексій Іванович
Ременюк Олексій Іванович(12 січня 1956, село Давидки, Коростенський район Житомирської області.  — 9 листопада 2022, Автономна Республіка Крим) — український політик-колаборант. Народний депутат України 3-го і 4-го скликання. Член політичної партії «Русь Єдина»; ТОВ «РеАл-Ліга», генеральний директор.
Загинув у ДТП в окупованому росіянами Сімферополі, втікаючи від поліцейської погоні.

## Біографія
Народився 12.01.1956 року у селі Давидки Житомирської області. Українець.

## Освіта
1977—1983 рр. — Навчання у Кримському сільськогосподарському інституті, економічний факультет, економіст — організатор сільськогосподарського виробництва.

## Кар'єра
- Жовтень 1973 року — робітник, експериментальний тепличний комбінат «Сімферопольський».
- Травень 1974 року — служба в радянській армії.
- Грудень 1976 року — студент Кримського сільськогосподарського інституту.
- Лютий 1983 року — заступник головного бухгалтера, експериментальний тепличний комбінат «Сімферопольський».
- Квітень 1984 року — заступник головного бухгалтера, колгосп ім. Ілліча Бахчисарайського району.
- Березень 1986 року — начальник відділу обліку та звітності фінансів та ревізій, Бахчисарайське агропромислове об'єднання.
- Жовтень 1988 року — голова, кооператив «Біоліка», м. Бахчисарай.
- Вересень 1989 року — директор, госпрозрахунковий виробничо — комерційний центр «Альянс».
- Серпень 1993 року — генеральний директор СП «Албі».
- Січень 1995 року — генеральний директор, ТОВ «Альянс-холдинґ», м. Сімферополь.
- Квітень 1996 року — голова ради директорів, ЗАТ «Цитробел», м. Бєлгород.
- 1997 року — голова ради директорів, ВАТ «Бєлвітаміни», м. Бєлгород.

Був членом партії Всеукраїнське об'єднання «Батьківщина» з 1999 року, голова Кримської республіканської організації.
Співголова Політичної партії «Слов'янський народно-патріотичний союз» з березня 2003 року (з вересня 2005 року — ППУ «Партія політики Путіна», з листопада 2005 року — ППУ «Партія політики ПУТІНА»).
Березень 2006 року кандидат в народні депутати України від ППУ «Партія політики ПУТІНА», № 1 в списку. На час виборів — народний депутат України. Член ППП.
Народний депутат України 3 скликання березень 1998 року по квітень 2002 року від Всеукраїнського об'єднання «Громада», № 17 в списку. На час виборів — директор ТОВ «Альянс-холдинг» (м. Сімферополь).
Член Всеукраїнського об'єднання «Громада». Член фракції «Громада» з травня 1998 року по березень 1999 року.
Член фракції «Батьківщина» з березня 1999 року.
Член Комітету з питань економіки політики, управління народним господарством, власності та інвестицій з липня 1998 року.
Народний депутат України 4 скликання квітень 2002 року по квітень 2006 року від Блоку Юлії Тимошенко, № 21 в списку. На час виборів — народний депутат України, член Всеукраїнського об'єднання «Батьківщина».
Член фракції Блоку Юлії Тимошенко з травня по листопад 2002 року, поза фракцією листопад — грудень 2002 року.
Член групи «Народовладдя» грудень 2002 року по травень 2004 року.
Уповноважений представник групи «Демократичні ініціативи Народовладдя» з травня по вересень 2004 року.
Уповноважений представник фракції партії «Єдина Україна» з вересня 2004 року по лютий 2006 року.
Член Комітету з питань фінансів і банківської діяльності з червня 2002 року.
Володіє англійською мовою.
Захоплення — рибальство, полювання.

## Родина
- Батько — Іван Трохимович, 1927—1997 рр. — шахтар.
- Мати — Ольга Павлівна, 1937 року — пенсіонерка.
- Дочка — Юлія, 1979 року.
- Син — Дмитро, 1983 року.